# Міжнародні відносини (1814–1919)

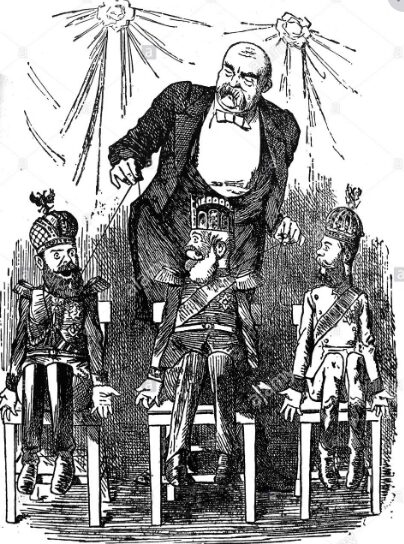
Бісмарк маніпулює трьома імператорами — російським Олександром III, німецьким Вільгельмом I й австро-угорським Францом Йосифом I — як маріонетками черевомовця. Джон Теніел, журнал PUNCH, 1884 рік

Ця стаття охоплює світову дипломатію та, загалом, міжнародні відносини великих держав з 1814 по 1919 рік. Ця епоха охоплює строк від закінчення наполеонівських воєн і Віденського конгресу 1814/15 року і до кінця Першої світової війни і Паризької мирної конференції 1919/20 років.
Важливі теми включають швидку індустріалізацію та зростаючу міць Великої Британії, Сполучених Штатів Америки, Франції, Пруссії/Німеччини, а згодом — також Королівства Італії і Японії. Це призвело до імперіалістичного і колонізаторського суперництв за вплив і владу усім світом, найвідомішим епізодом чого стала боротьба за Африку у 1880-х та 1890-х роках. Відлуння минулої політики досі вагоме і широко впливає на сьогодення, в 21 столітті. Велика Британія створила світову економічну мережу, яка у поєднанні з її колоніями і Королівським флотом зробила її країною-гегемоном, аж допоки новооб'єднана Німеччина не кинула виклик її пануванню. В основному дане століття видалося мирним, без воєн між великими державами, за винятком відрізку 1854–1871 років, та деяких воєн між Російською й Османською імперіями. Після 1900 року на Балканах відбулася низка воєн, які вийшли з-під контролю і переросли в Першу світову війну (1914–1918 рр.) — масштабне руйнівне лихо, несподіване за часом, тривалістю, жертвами і довгостроковими наслідками.
1814 року дипломатами визнано п'ять великих держав: Францію, Велику Британію, Росію, Австрію (від 1918 р. — Австро-Угорщину) та Пруссію (від 1918 р. — Німецьку імперію). Італійське королівство увійшло до цієї групи після об'єднання італійського народу 1860 року (відоме як «Рісорджименто»). 1905 року до великих держав приєдналися дві швидкорослі неєвропейські країни — Японія та Сполучені Штати Америки. Перш ніж здобути незалежність, королівства Румунія, Болгарія, Сербія і Чорногорія існували як автономні васали, юридично підпадаючи приблизно до 1908–1912 років під Османську імперію, що непримиренно занепадала.
1914 року, напередодні Першої світової війни, в Європі існувало два великі блоки: Антанта, утворена Францією, Великобританією і Росією, та Троїстий союз, утворений Німеччиною, Австро-Угорщиною й Італією. Королівство Італія залишалася нейтральною та приєдналася до Антанти у 1915 році, а Османська імперія та Болгарія приєдналися до Центральних держав. Нейтралітет був політикою Бельгії, Нідерландів, Люксембургу, Данії, Швеції, Норвегії, Греції, Португалії, Іспанії та Швейцарії. Перша світова війна несподівано довела військові, дипломатичні, соціальні й економічні можливості великих держав до власних меж. Німеччина, Австро-Угорщина й Османська імперія зазнали поразки — Німеччина втратила статус великої держави, інші ж дві розпалися на сукупність національних країн. Переможці Великобританія, Франція, Італія та Японія отримали постійні місця в керівній раді новоутвореної Ліги Націй. Сполучені Штати Америки, які мали стати п'ятим постійним членом, вирішили діяти незалежно і ніколи не приєднувалися до Ліги.

## 1814–1830:Реставраціяіреакціонізм

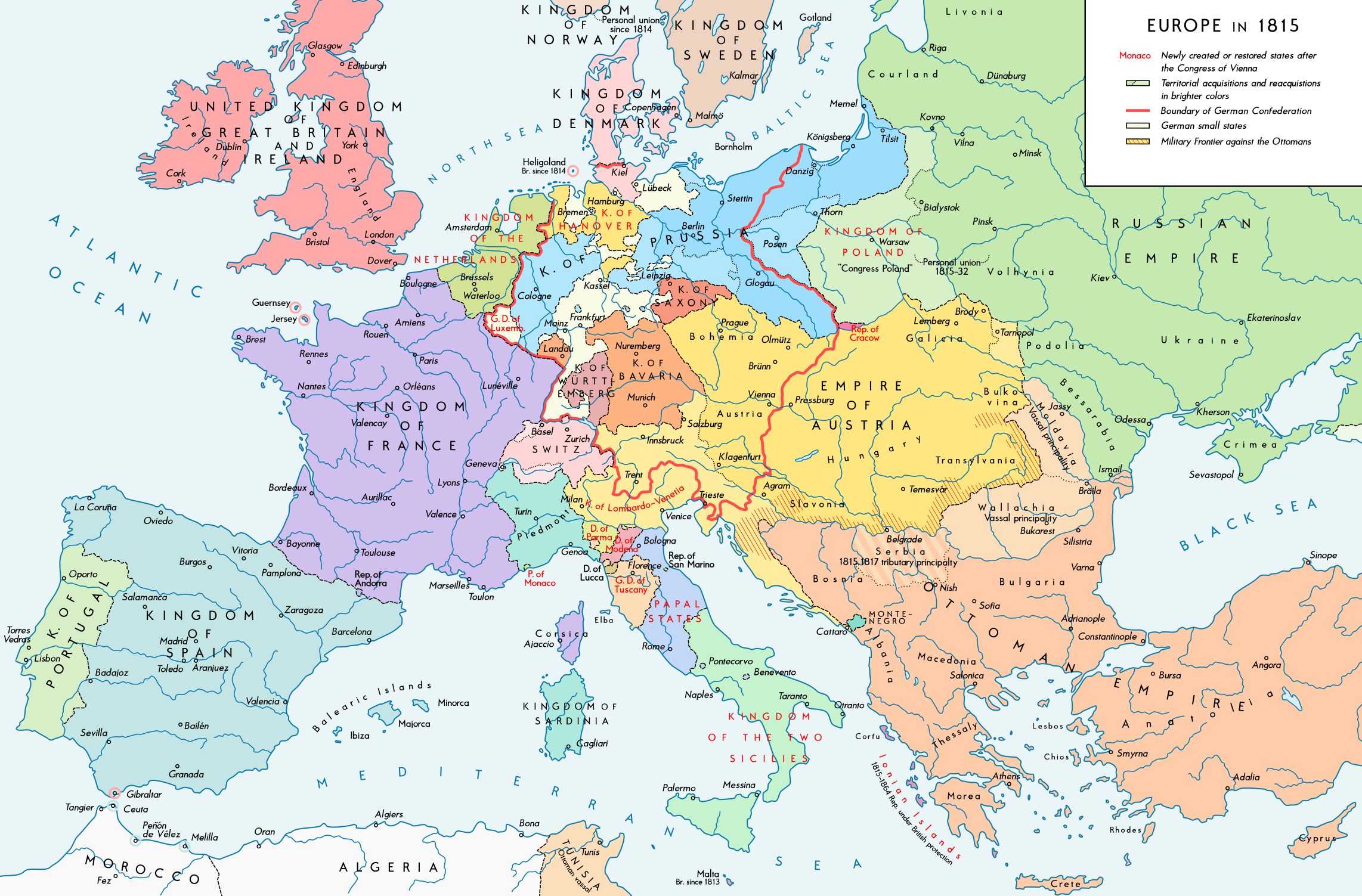
Національні кордони в Європі, встановлені Віденським конгресом, 1815 р.

Коли чотири головні європейські держави (Велика Британія, Пруссія, Росія та Австрія), які протистояли Французькій імперії в наполеонівських війнах, побачили крах влади Наполеона 1814 року, вони узялися за розпланування післявоєнного світу. Шомонський договір від березня 1814 року підтвердив рішення, які вже буде схвалено і ратифіковано надважливим Віденським конгресом 1814/15 рр. Це включало створення Німецької конфедерації, до якої увійшли як Австрія, так і Пруссія (та чеські землі на додачу), розподіл французьких протекторатів й анексованих земель на незалежні держави, відновлення династії Бурбонів в Іспанському королівстві, розширення Нідерландів за рахунок земель, що 1830 року склали сучасну Бельгію, а також продовження британських субсидій своїм союзникам. Шомонський договір об'єднав сили задля перемоги над Наполеоном і став наріжним каменем «Системи європейського концерту», яка розподілила баланс сил на наступні два десятиліття.
Однією з цілей тодішньої дипломатії протягом усього періоду було досягнення так званого «балансу сил», аби жодна держави чи дві не домінували над усіма іншими. Якщо серед двох держав, що воюють, одна з них отримувала перевагу — наприклад, виграючи війну і набуваючи нових земель, — її суперниці могли домагатися своєрідних «компенсації», тобто територіальних чи інших вигод, навіть якщо власне держави-суперниці зовсім не брали участь у війні. Стороння держава-спостерігач могла би розлютитися, якби переможець війни не компенсував би достатньо. Наприклад, 1866 року Пруссія і підтримуючі північні німецькі держави перемогли Австрію та її південнонімецьких союзників, але Франція була обурена тим, що не отримала жодної «компенсації», щоб збалансувати прусські завоювання.

### Віденський конгрес: 1814–1815
Віденський конгрес (1814/15 рр.) припинив наполеонівські війни і спробував відновити монархії, повалені Наполеоном, що започаткувало епоху реакції. Під керівництвом Клеменса фон Меттерніха, прем'єр-міністра Австрії (1809–1848 рр.), та лорда Каслрі, міністра закордонних справ Великобританії (1812–1822 рр.), Конгрес створив систему для збереження миру. Відповідно до Європейського концерту (або «системи Конгресу») основні європейські держави — Велика Британія, Росія, Пруссія, Австрія і (після 1818 р.) Франція — зобов'язалися регулярно зустрічатися для вирішення суперечностей. Цей план був першим таким в історії Європи і, здавалося, обіцяв спосіб колективного управління європейськими справами та зміцнення миру. Це стало попередником Ліги Націй і Організації Об'єднаних Націй. Деякі історики вважають, що формальніша версія Європейського концерту, що склалася одразу після Віденського конгресу, впала 1823 року, тоді як інші історики вважають, що Європейський концерт зберігався протягом більшої частини XIX століття. Історик Річард Ланґхорн вважає, що Концерт регулював міжнародні відносини між європейськими державами до утворення Німеччини 1871 року, а потім механізми Концерту мали слабший, але помітний вплив на міжнародну політику аж до початку Першої світової війни.
Конгрес вирішив польсько-саксонську кризу у Відні та питання про незалежність Греції у Лайбаху (нинішня Любляна). Відбулися три великі європейські конгреси. Конгрес в Екс-ла-Шапель (1818) поклав кінець військовому загарбанню Франції і зменшив репарації у 700 мільйонів франків, які французи зобов'язувалися виплатити після програшу. Цар Росії Олександр I запропонував утворити зовсім новий союз, до якого увійшли б усі сторони, які підписали Віденські договори, щоб забезпечити суверенітет, територіальну цілісність та збереження правлячих урядів усіх членів цієї нової коаліції. Далі цар запропонував створити міжнародну армію з Російською імператорською армією як її ядро, аби забезпечити її необхідними засобами задля втручання до будь-якої країни за потреби. Лорд Каслрі побачив у цьому вкрай небажане наслідування реакційній політиці. Його відштовхнула думка про те, як російські війська марширують Європою для придушення народних повстань. Окрім того, визнання цього усіма малими країнами створило би розбрат і плутанину. Велика Британія відмовилася від участі, тож зрештою задум відпав.
Інші зустрічі виявилися безцільними, бо кожна країна стала усвідомлювати, що Конгреси не приносять їм дійсної користі, а сперечання вирішувалися з дедалі меншою ефективністю.
Задля досягнення міцного миру «Європейський концерт» намагався зберегти баланс сил. До 1860-х років територіальні кордони, встановлені на Віденському конгресі, зберігалися, і, що важливіше, було прийнято модель балансу при відсутності серйозної агресії. Утім система Конгресу провалилася вже 1823 року. 1818 року британці вирішили більше не втручатися в материкові справи, які їх не стосувалися безпосередньо. Вони відкинули план царя Олександра I щодо придушення майбутніх революцій. Система Концерту розпалася, оскільки загальні цілі великих держав змінилися нарощуваними політичним й економічним суперництвами. Згідно Фредеріку Арцу, Веронський конгрес 1822 року «ознаменував кінець». Не було Конгресу, покликаного відновити стару систему під час великих національно-визвольних революційних потрясінь 1848 року, відоміші як «Весна народів», з їхніми вимогами перегляду кордонів Віденського конгресу за національною ознакою. Консервативні монархії утворили номінальний Священний союз. Цей союз розпався в 1850-х роках через кризу в Османській імперії, умовно відому як Східне питання.

### Британська політика
Зовнішню політику Великої Британії визначав міністр Джордж Каннінґ (1822–1827), який уникав тісної співпраці з іншими державами. Велика Британія з її неперевершеним Королівським флотом і нарощуваним фінансовим багатством та промисловою могутністю будувала свою зовнішню політику на засадах, що жодній державі не повинно бути дозволено панувати на континенті. Він хотів підтримати Османську імперію як оплот проти російського експансіонізму. Він виступав проти інтервенцій, спрямованих на придушення ліберальної демократії, і був особливо стурбований тим, що Франція та Іспанія планували придушити рух за незалежність у Латинській Америці. Каннінґ співпрацював зі США у проголошенні доктрини Монро задля збереження новоутворених незалежних латиноамериканських держав. Його метою було запобігти панування Франції і надати британським купцям доступ до нових ринків.

### Скасування міжнародної работоргівлі
Важливим ліберальним досягненням стало скасування міжнародної работоргівлі. Початок цьому поклало законодавство у Великій Британії та США 1807 року, яке протягом наступних десятиліть дедалі більше дотримувалося завдяки патрулюванню британського Королівського флоту навколо Африки. Велика Британія укладала договори чи примушувала інші країни до згоди. Як наслідок обсяг работоргівлі з Африки до Нового Світу скоротився більш ніж на 95%. Проте близько 1000 рабів на рік далі нелегально ввозилися до Сполучених Штатів, а також кілька на Іспанську Кубу і в Бразильську імперію. Рабство було скасовано у Британській імперії 1833 року, у Французькій Республіці 1848 року, у США 1865 року та у Бразилії 1888 року.

### Втрата Іспанією своїх колоній

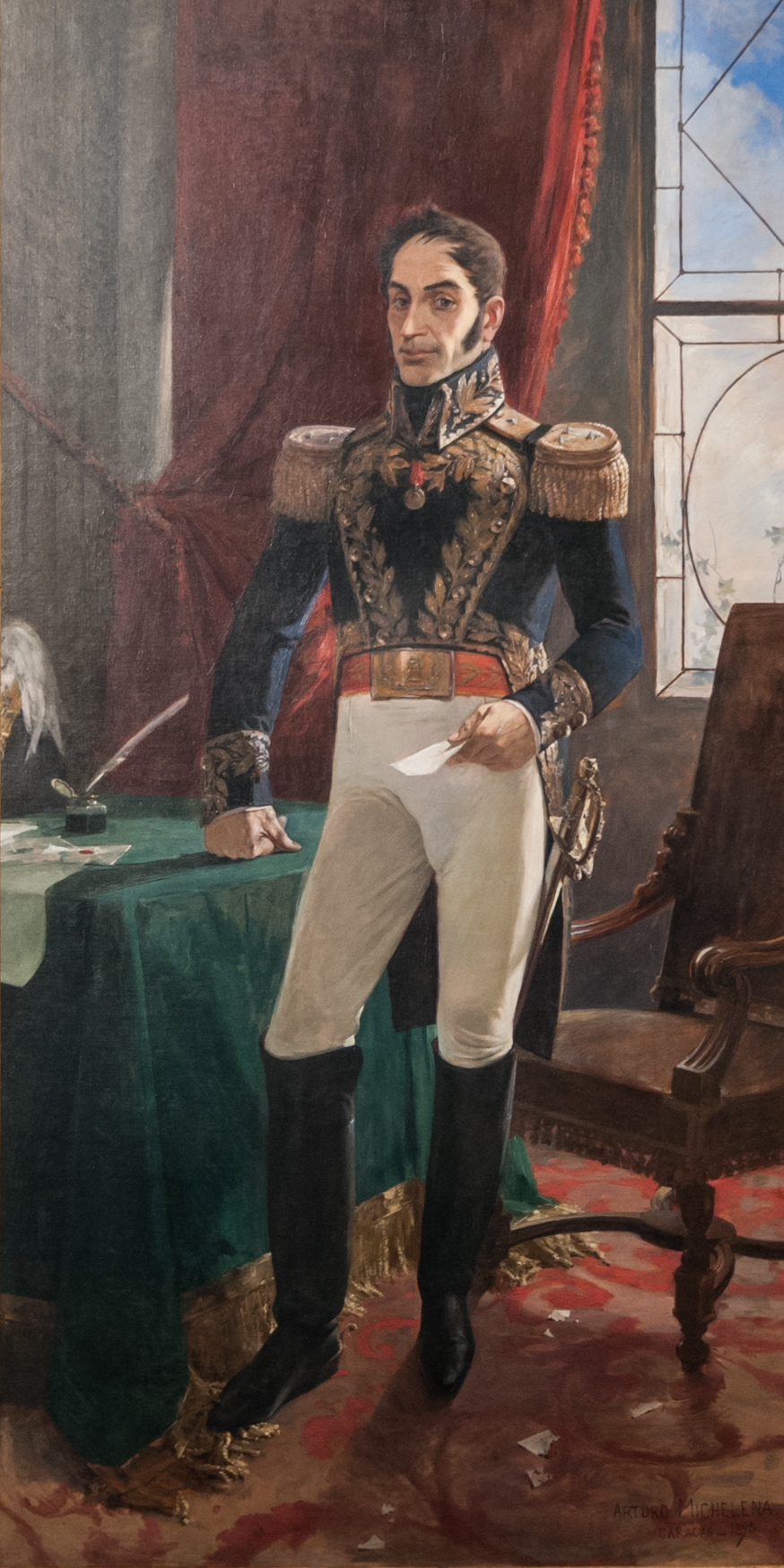
Генерал Сімон Болівар (1783–1830), борець за незалежність у Латинській Америці

Іспанія перебувала у стані війни з Великою Британією з 1798 по 1808 рік, і британський королівський флот перервав свої контакти зі своїми колоніями. Торгівлею займалися нейтральні американські та голландські торговці. Колонії створили тимчасові уряди чи хунти, які були фактично незалежними від Іспанської імперії. Поділ різко зріс між іспанцями, що народилися в Іспанії (зиваними peninsulares, тобто «півострів'яни»), і особами іспанського походження, що народилися в Новій Іспанії (званих criollos іспанською або creoles англійською). Дві групи боролися за владу, кріолло очолили заклик до незалежності і зрештою здобули її. Іспанія втратила всі свої американські колонії, окрім Куби та Пуерто-Рико, під час складного ланцюга повстань з 1808 по 1826 рік.
Багаторазові революції у Латинській Америці дозволили регіону вирватися з метрополії. Неодноразові спроби відновити контроль не мали успіху, до того ж Іспанія не отримувала допомоги від інших європейських держав. Велика Британія та Сполучені Штати Америки спільно працювали проти Іспанії, проводячи доктрину Монро. Британські купці і банкіри грали панівну роль у Латинській Америці. 1824 року армії генералів Хосе де Сан-Мартіна з Аргентини та Сімона Болівара з Венесуели завдали поразки останнім іспанським військам. Остаточна поразка метрополії відбулася в битві при Аякучо на півдні Перу.
Після втрати своїх колоній Іспанія відігравала лише другорядну роль в міжнародних справах. Іспанія зберегла Кубу, яка неодноразово повставала у трьох війнах за незалежність, кульмінацією котрих стала кубинська війна за незалежність. Сполучені Штати Америки вимагали від Іспанії реформ, від яких Іспанія відмовилася. США втрутилися у війну 1898 року. Легко перемігши, США захопили Кубу та надали їй часткову незалежність. США також захопили іспанські колонії на Філіппінах і Ґуамі. Хоча Іспанія все ще мала невеликі колоніальні володіння в Північній Африці та Екваторіальній Ґвінеї, її роль у міжнародних справах було майже вичерпано.

### Незалежність Греції: 1821–1833

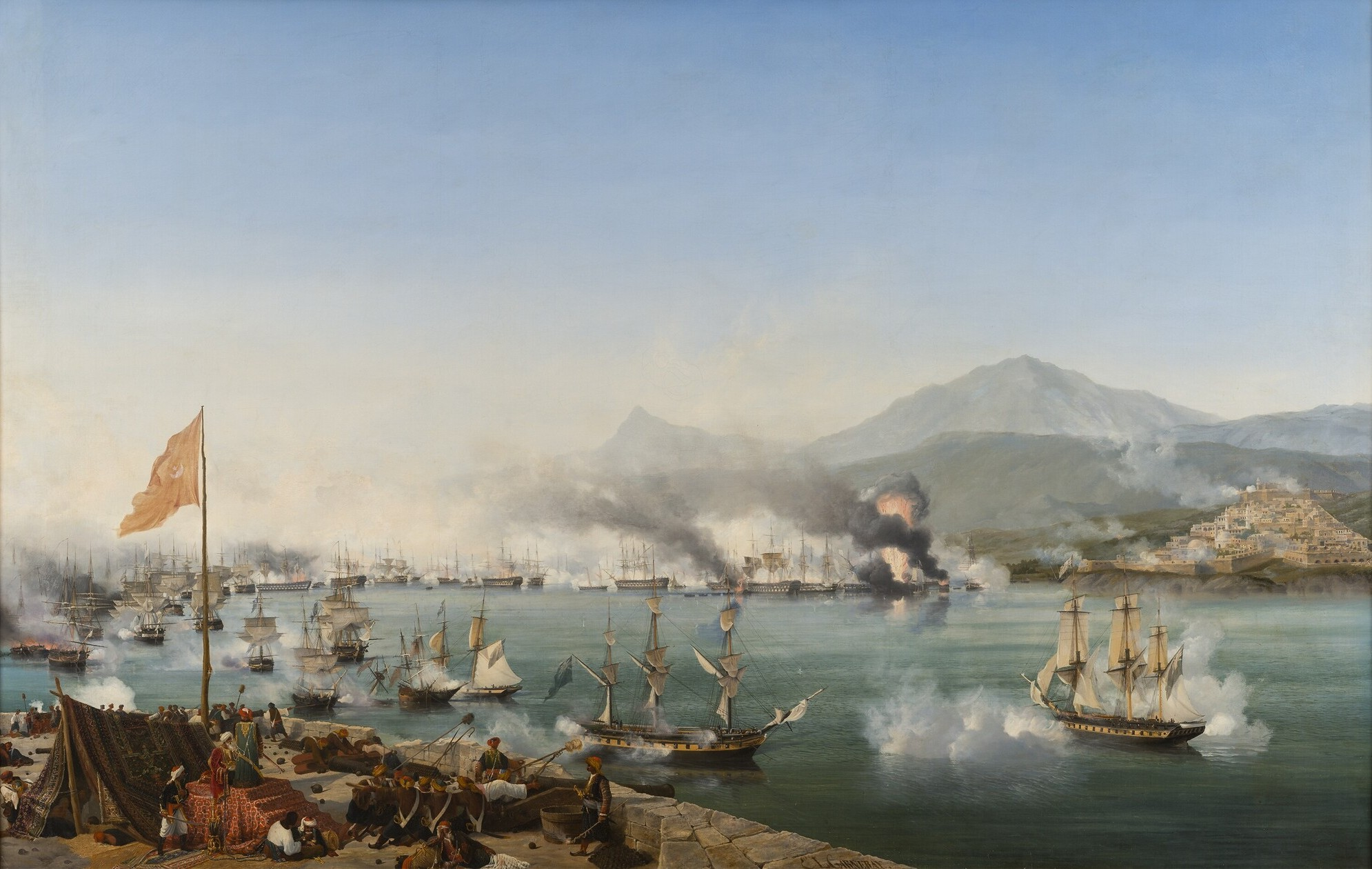
Перемога союзників під Наварино (1827)

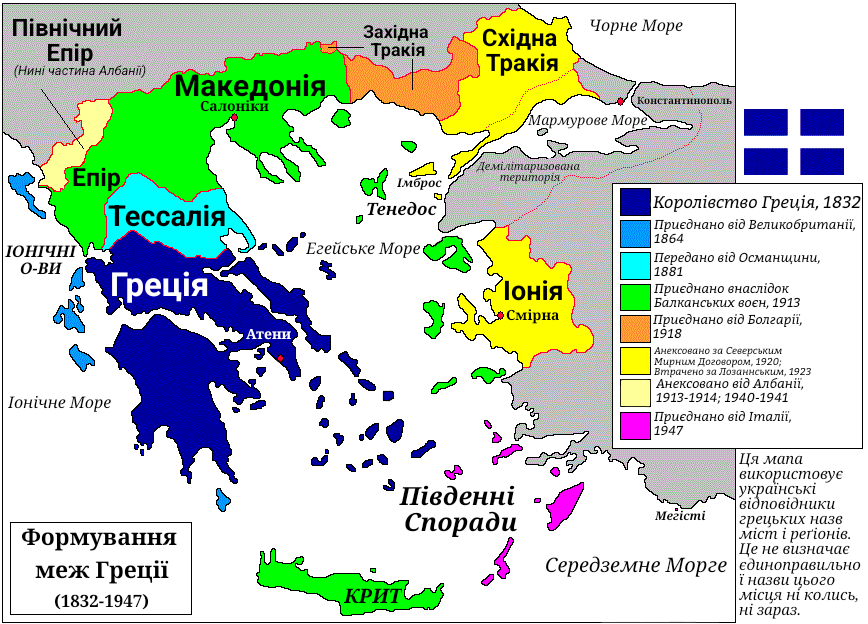
Карта земельних повернень Греції з часу здобуття незалежності 1832 року і до 1947 року.

Війна за незалежність Греції стала найбільшим військовим конфліктом 1820-х років. Великі держави підтримували греків, але не бажали знищення Османської імперії. Спочатку Греція мала стати автономною державою під османським сюзеренітетом, але 1832 року за Константинопольською угодою її визнано повністю незалежним королівством.
Після деякого початкового успіху грецьких повстанців охопили внутрішні суперечки. Османи за значної допомоги Єгипетського хедивату жорстоко придушили повстання і нещадно покарали греків. Гуманітарні проблеми викликали обурення в Європі, про що свідчив англійський поет лорд Байрон. Причиною втручання трьох великих держав стала тривала експансія Російської імперії за рахунок занепалої Османської імперії. Зазіхання Росії у регіоні розглядалися іншими європейськими державами як серйозна геостратегічна загроза. Австрія побоювалася, що розпад Османської імперії дестабілізує її південні кордони. Росія надала сильну емоційну підтримку православним грекам. Британці керувалися сильною громадською підтримкою греків. Побоюючись односторонніх дій Росії на підтримку греків, Велика Британія і Франція зобов'язали царя договором щодо спільної інтервенції, яке мало на меті забезпечити автономію Греції, зберігаючи при цьому територіальну цілісність Османської імперії заради стримування Росії.
За Лондонським договором 1827 року держави погодилися змусити уряд Османської імперії надати грекам автономію в межах імперії та відправили військово-морські ескадри до Греції для проведення своєї політики. Вирішальна морська перемога союзників у битві при Наварино зламала військову міць османів і їхніх єгипетських союзників. Перемога врятувала молоду Грецьку республіку від краху. Утім знадобилося ще два військових втручання: Російської імперії у вигляді російсько-турецької війни 1828–1829 років та французького експедиційного корпусу на Пелопоннес, щоб змусити оттоманські війська піти з центральної та південної Греції та, нарешті, забезпечити незалежність Греції.

## Подорожування, торгівля і сполучення
Відстані у світі стали відчуватися набагато менше, оскільки далекі подорожі і зв'язок значно покращилися. Кожне десятиліття ставало більше кораблів, більше можливих напрямків, швидші поїздки, нижчі тарифи для пасажирів та дешевші ціни на товари. Це сприяло міжнародній торгівлі і міжнародному устрою. Після 1860 року величезне розширення виробництва пшениці у США наповнило світовий ринок, знизивши ціни на 40%, та (поряд із розширенням місцевого картоплярства) зробило великий внесок у харчовий добробут бідняків.

### Подорожі

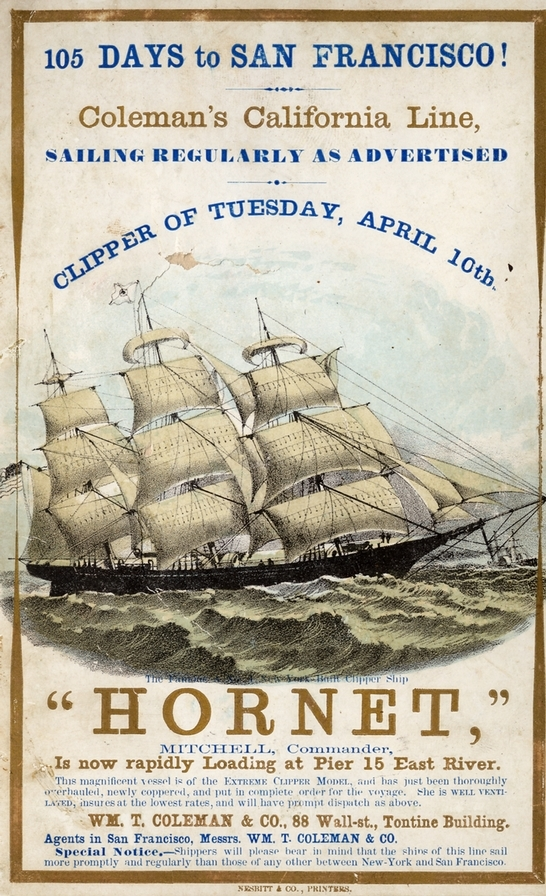
Hornet – американський кліпер 1850-х років

До 1860-х років підводні телеграфні кабелі пов'язали найбільші торгові країни світу.
Вантажні вітрильники були повільними; середня швидкість усіх далеких середземноморських плавань до Палестини становила лише 2,8 вузла. Пасажирські судна сягали більшої швидкості, пожертвувавши вантажним простором. Рекорди вітрильних суден належали кліперу, дуже швидкому вітрильному судну 1843–1869 років. Кліпери були вузькими для своєї довжини, могли перевозити обмежену кількість навалювального вантажу, були невеликими за стандартами кінця 19 століття і мали велику загальну площу вітрил. Їхня середня швидкість становила шість вузлів та вони перевозили пасажирів усією земною кулею, в основному торговими шляхами між Великою Британією і її колоніями на сході, під час трансатлантичної торгівлі, а також Каліфорнійської золотої лихоманки за маршрутом Нью-Йорк—Сан-Франциско навколо південноамериканського мису Горн. З 1850-х по 1950-ті роки панівним видом суден для пасажирських перевезень став набагато швидший паровий океанський лайнер із залізним корпусом. У ньому використовувалося вугілля, для чого потрібно багато вугільних станцій. Після 1900-го нафта замінила вугілля, яка не вимагала такої частої дозаправки.

### Перевезення
Фрахтові ставки на океанські перевезення залишалися стабільними у 18 столітті приблизно до 1840 року, а потім почали стрімке падіння. Британці домінували у світовому експорті, проте ставки на британські перевезення впали на 70% із 1840 по 1910 рік. Суецький канал, відкритий 1869 року, скоротив час судноплавства з Лондона до Індії на третину. Один і той же корабель міг здійснювати більше плавань на рік, тому він міг брати менше за один раз, але врешті перевозити більше товарів щороку.
Технологічні інновації були постійними. Залізні корпуси замінили деревину до середини століття, а після 1870 року на зміну заліза прийшла сталь. Паровим машинам знадобилося набагато більше часу, щоб замінити вітрила. Зверніть увагу на вітрильник навпроти «Лузітанії» на світлині вище. Попутний вітер міг рухати корабель із середньою швидкістю 2–3 вузли, за винятком випадків зі штилем . Вугілля було дорогим і потребувало вугільних станцій дозаправки уздовж маршруту. Поширеним рішенням було покладання на вітрила торгового судна, а паровий двигун використовувався лише як запасний. Перші парові машини були дуже недієвими, вони споживали забагато вугілля. Під час океанських подорожей в 1860-х роках половина вантажного простору відводилося під вугілля. Особливо гостро ця проблема стояла перед бойовими кораблями, адже їхня бойова дальність з використанням вугілля була строго обмежена. Лише Британська імперія спромоглася влаштувати мережу вугільних станцій, що дозволяла Королівському флоту діяти в усьому світі. Постійне вдосконалення дало потужні складні двигуни, які були набагато ефективнішими. Котли та поршні були виготовлені зі сталі, яка витримувала набагато більший тиск, ніж залізо. Спочатку вони використовувалися для суден з високопріоритетним вантажем, таким як пошта і пасажири. Поява парового турбінного двигуна приблизно 1907 року різко підвищила ефективність, а збільшення використання нафти після 1910 року означало, що набагато менше вантажного простору доводилося відводити для подачі палива.

### Сполучення
До 1850-х років залізниці і телеграфні лінії поєднали усі великі міста Західної Європи, а також багато північноамериканських міст. Зі значним підвищенням потреб у подорожах, телеграф полегшив планування поїздок та замінив повільну міжміську поштову службу. Прокладалися підводні кабелі, аби з'єднати материки телеграфом, що стало дійсністю до 1860-х років.

## 1830–1850-ті роки
Великобританія залишалася найвпливовішою державою, за нею слідували Росія, Франція, Пруссія та Австрія. Сполучені Штати Америки швидко зростали у розмірах, населенні й економічній могутності, особливо після поразки Мексики 1848 року. В іншому США уникали міжнародних конфліктів, а питання рабства ставало дедалі спірнішим.
Кримська війна (1853–1856 рр.) стала єдиною війною тієї доби за участю великих держав. Вона стала сумно відомою своїми надвисокими втратами при дуже невеликих вигод у довгостроковій перспективі. Велика Британія зміцнила свою колоніальну систему, особливо в Британській Індії, тоді як Франція відновила свою імперію в Азії та Північній Африці. Росія продовжувала свою експансію на південь до Персії і схід по Сибіру. Османська імперія неухильно слабшала, втрачаючи контроль над деякими частинами Балкан на користь нових держав Греції і Сербії.
За Лондонською угодою, підписаною 1839 року, великі держави гарантували нейтралітет Бельгії. Проте її чинність зникла 1914 року, коли Німеччина назвала договір «клаптиком паперу» і увірвалася до Бельгії, щоб через її землі напасти на Францію, після чого Велика Британія змушено оголосила війну Німеччині.

## Зовнішні посилання
- (англ.) "Encyclopedia of 1848 Revolutions", велика збірка нових статей сучасних науковців